# أبالاشيا
أبلاشيا (بالإنجليزية: Appalachia)‏ (نقحرة: أبالاشيا) إحدى المناطق والمراكز الثقافية شرقي الولايات المتحدة، تمتد من الطرف الجنوبي من ولاية نيويورك إلى شمال ولايتي ألاباما وجورجيا. في حين تمتد سلسلتها الجبلية المعروفة باسم جبال الأبالاش من جزيرة بيل إيل في كندا إلى جبال تشيها في ألاباما. إجمالًا فإن المنطقة الثقافية لأبالاشيا تشير عادة فقط إلى الأجزاء الوسطى والجنوبية من السلسلة، بدءًا من السلسة الزرقاء في فرجينيا، إلى جبال سموكي العظمى في جنوبها الغربي. منطقة أبالاشيا مأهولة بخمس وعشرين مليون نسمة وذلك حسب تعداد سكان الولايات المتحدة لعام 2010.

## أعلام
- ويندل براون